# Christof Sielecki
Christof Sielecki (ur. 24 maja 1974) – niemiecki szachista, mistrz międzynarodowy.

## Kariera szachowa
Wygrał w 1999 roku w Oberhausen mistrzostwo Nadrenii Północnej-Westfalii przed Sebastianem Siebrechtem. W listopadzie 2000 r. na 72. w indywidualnych mistrzostwach Niemiec w szachach w Heringsdorf uzyskał 4,5 pkt z 9 partii (zwyciężył Robert Rabiega).
Christof Sielecki jest aktywnym graczem w mistrzostwach drużynowych. Największe sukcesy w Niemczech zdobył z zespołem SV Mülheim-Nord, z którym z Ligi zagłębia Ruhry (1998 r.) awansował do 1. Bundesligi (2004). W 1. Bundeslidze grał od 2004 do 2007 r. w sumie w 15 meczach odnotował 3 zwycięstwa, 1 porażkę i 11 remisów. Od 2008 roku powrócił do macierzystego klubu SV Dinslaken i przyczynił się do trzech awansów do wyższej klasy rozgrywek. Od 2012 roku gra z SV Dinslaken po raz pierwszy w historii klubu w Lidze zagłębia Ruhry. W 2011 roku zdobył z SV Dinslaken puchar Nadrenii Północnej-Westfalii, a w 2012 wziął z klubem udział w mistrzostwach Niemiec w szachach błyskawicznych.
W lidze holenderskiej Christof Sielecki grał od 1998 do 2004 roku, w zespole ESGOO Enscheder. Począwszy od sezonu 2008/09 gra w drużynie SV Voerendaal, z którą wygrał mistrzostwo Holandii w 2012. W 2011 roku wziął udział z tym klubem w pucharze Europy w Rogaška Slatina, uzyskując najlepszy indywidualny wynik w swojej drużynie. Tym wynikiem wypełnił ostatnią normę mistrza międzynarodowego, który przyznano w lutym 2012 roku. Dwie poprzednie normy Sielecki uzyskał już w 1997 r. w dwóch turniejach w Kecskemet.
W lidze belgijskiej Sielecki gra od 1998 roku, najpierw w drużynie KSK Eupen 1947, a następnie po połączeniu klubów w drużynie wielokrotnego mistrza Belgii KSK 47 Eynatten, w różnych klasach rozgrywkowych. W 2006 i 2014 grał w pierwszej drużynie Eynatten zdobywając mistrzostwo Belgii, a w 2014 wziął z nią udział w klubowym Pucharze Europy.
Ranking Elo Christofa Sieleckiego wynosi 2430 (według stanu na styczeń 2016 r.), przy tym najwyższy poziom Elo 2451 osiągnął w grudniu 2014 roku i ponownie w marcu 2015 roku.

## Publicystyka
Od 2011 roku Christof Sielecki pod pseudonimem Chessexplained regularnie publikuje instruktażowe materiały wideo o szachach na serwisie internetowym YouTube, głównie w języku angielskim. Ponadto regularnie tworzy instruktażowe materiały wideo w dziedzinie otwarć szachowych dla Internet Chess Club (ICC) w języku niemieckim.
Jest autorem książki Repertuar Otwarć: Obrona Nimzo- i Bogo-indyjska wydanej przez Everyman Chess 2015